# Tanypus hirsutus
Tanypus hirsutus är en tvåvingeart som först beskrevs av Macquart 1826.  Tanypus hirsutus ingår i släktet Tanypus och familjen fjädermyggor.
Artens utbredningsområde är Frankrike. Inga underarter finns listade i Catalogue of Life.